# Столенхаг, Саймон
Саймон Столенхаг (швед. Simon Stålenhag; род. 20 января 1984, Стокгольм) — шведский художник, музыкант и дизайнер, специализирующийся на ретрофутуристическом цифровом искусстве. Его работы в основном посвящены ностальгическим шведским и американским сельским пейзажам с элементами ретро-научной фантастики.
Сцены его произведений легли в основу телевизионного драматического сериала от Amazon «Рассказы из Петли» (2020), а графический роман «Электрический штат» был экранизирован Netflix в 2025 году.

## Творчество
Столенхаг вырос на Меларенских островах — сельской местности недалеко от Стокгольма, и начал изображать местные пейзажи с раннего возраста. Его вдохновляли различные художники, включая Ларса Йонссона. Экспериментировать с научной фантастикой начал после знакомства с концепт-художниками Ральфом Маккуорри и Сидом Мидом. Изначально эта часть его творчества была побочным проектом, без какого-либо плана. Тематически его работы часто объединяют воспоминания детства с мотивами из научно-фантастических фильмов, в результате чего возникает типичный шведский пейзаж с ретрофутуристическим уклоном. По словам Столенхага, этот акцент связан с его ощущением оторванности от взрослой жизни, а элементы научной фантастики добавляются частично для привлечения внимания зрителей, частично — для создания определённого настроения. Эти идеи приводят к тому, что на его работах можно увидеть гигантских роботов и мегаструктуры на фоне обычных шведских объектов, таких как автомобили Volvo и Saab.
По мере развития творчества Столенхаг придумал для своих работ сюжетную основу, связанную с правительственным подземным комплексом. Параллельно с реальным упадком шведского государства всеобщего благосостояния, в его мире крупные машины постепенно выходят из строя, а их окончательная судьба остаётся загадкой. В интервью The Verge в 2013 году Столенхаг сказал: «Единственное отличие мира моего искусства от нашего мира заключается в том, что… с начала XX века настроения и бюджеты были гораздо более благосклонны к науке и технологиям».
Вне основного цикла работ Столенхаг также создал 28 изображений динозавров для доисторической экспозиции Шведского музея естественной истории, вдохновлённый заново открытым детским увлечением динозаврами. Он сам связался с музеем с предложением о сотрудничестве. В 2016 году он выполнил серию работ, иллюстрирующих гипотетические последствия повышения уровня океана из-за изменения климата, для Центра устойчивости при Стокгольмском университете. Он также создавал промо-арты для научно-фантастической видеоигры No Man’s Sky.
Столенхаг использует графический планшет Wacom и компьютер, а его стиль имитирует масляную живопись. Первоначально он пытался работать с физическими материалами, такими как гуашь, чтобы добиться традиционного стиля. Даже после перехода на цифровые методы он отмечал, что тратит «много усилий на то, чтобы цифровые кисти вели себя естественно и сохраняли определённую „рукописность“ в мазках». Большинство его работ создаётся на основе собственных фотографий, которые используются как отправная точка для серии набросков перед завершением финальной версии.

## Книги
Изначально большая часть работ Столенхага была доступна онлайн, а затем начала выпускаться в виде печатных изданий. Позже они были собраны в два художественных артбука: «Рассказы из Петли» (англ. Tales from the Loop, в шведском издании — швед. Ur Varselklotet) в 2014 году и «Вещи из Потопа» (англ. Things from the Flood, швед. Flodskörden) в 2016 году. Обе книги посвящены строительству сверхмощного ускорителя частиц под названием «Петля» (англ. Loop).
Западная часть США стала фоном для его третьей книги «Электрический штат», издание которой было профинансировано через Kickstarter. В центре сюжета — подросток-девочка и её роботизированный спутник, путешествующие по вымышленному штату Пасифика в поисках её давно пропавшего младшего брата. Издательство Simon & Schuster выпустило британское издание в сентябре 2018 года, а Skybound Books опубликовали версию для Северной Америки в следующем месяце. «Электрический штат» (в издании Simon & Schuster) вошёл в шорт-лист шести финалистов на премию Артура Кларка в 2019 году. В том же году издание от Skybound попало в шорт-лист премии «Локус» в категории «Художественная книга».
Четвёртая книга, «Лабиринт» (англ. The Labyrinth), была анонсирована в конце 2020 года. Как и предыдущие книги, её издание финансировалось с помощью кампании на Kickstarter. Image Comics выпустили североамериканское издание в ноябре 2021 года.
В августе 2024 года издательство Free League Publishing запустило кампанию на Kickstarter для пятой книги Столенхага. Описываемая как «самая личная работа», книга «Шведские машины» (англ. Swedish Machines) исследует маскулинность, сексуальность и течение времени в альтернативной версии Меларенских островов недалеко от Стокгольма — родины Столенхага.
| Год  | Название            | Оригинальное название | Оригинальное название (швед.) |
| ---- | ------------------- | --------------------- | ----------------------------- |
| 2014 | Рассказы из Петли   | Tales from the Loop   | Ur varselklotet               |
| 2016 | Вещи из Потопа      | Things from the Flood | Flodskörden                   |
| 2017 | Электрический штат  | The Electric State    | Passagen                      |
| 2019 | Первобытные Картины | Images from Deep Time | Urtidsbilder                  |
| 2020 | Лабиринт            | The Labyrinth         | Labyrinten                    |
| 2024 | Шведские машины     | Swedish Machines      | Svenska Maskiner              |

## Экранизации
В 2016 году была запущена кампания на Kickstarter по сбору средств на настольную ролевую игру «Тайны эхосферы», основанную на одноимённой книге. Действие игры происходит в 1980-х годах в США или Швеции, а игроки выступают в роли подростков, сталкивающихся с последствиями деятельности «Петли». Из-за акцента на ностальгии и подростковых персонажах игру сравнивали с сериалом «Очень странные дела». Классы персонажей соответствуют типичным ролям из детства, таким как «Спортсмен», «Ботаник» или «Компьютерщик».
Англоязычный телесериал «Рассказы из Петли», снятый студиями Amazon Studios, Fox 21 Television Studios, Indio Film и 6th & Idaho, вышел 3 апреля 2020 года на платформе Amazon Prime. Сериал основан на элементах из артбуков Столенхага. Первый сезон состоит из восьми эпизодов по 50-57 минут. Все сценарии написал Натаниэль Халперн, а каждый эпизод поставлен разным режиссёром, включая Марка Романека, Эндрю Стэнтона и Джоди Фостер.
Права на экранизацию «Электрический штат» были проданы братьям Руссо в 2017 году, а в 2019 году планы по созданию фильма были официально подтверждены. В числе продюсеров — создатели «Оно» и «Оно 2» Энди и Барбара Мускетти. Экранизация вышла на Netflix 14 марта 2025 года.
| Год  | Название           | Оригинальное название |
| ---- | ------------------ | --------------------- |
| 2020 | Рассказы из Петли  | Tales From The Loop   |
| 2025 | Электрический штат | The Electric State    |

## Прочие работы
В рамках кампании по сбору средств на книгу «Электрический штат» Столенхаг также создал и выпустил одноимённый электронный музыкальный альбом, доступный как бонус для участников проекта. В 2018 году он выпустил второй альбом Music for DOS, содержащий эмбиент-музыку, созданную с помощью старых клавишных синтезаторов и трекера Impulse Tracker.
Кроме того, Столенхаг принимал участие в создании рекламы, фильмов и видеоигр. В частности, он работал над платформером Ripple Dot Zero совместно с Томми Саломонссоном (англ. Tommy Salomonsson).

## Дискография
- 2017 — The Electric State
- 2018 — Music For DOS
- 2021 — Music For Satanic Children
- 2021 — The Labyrinth